# Nashq

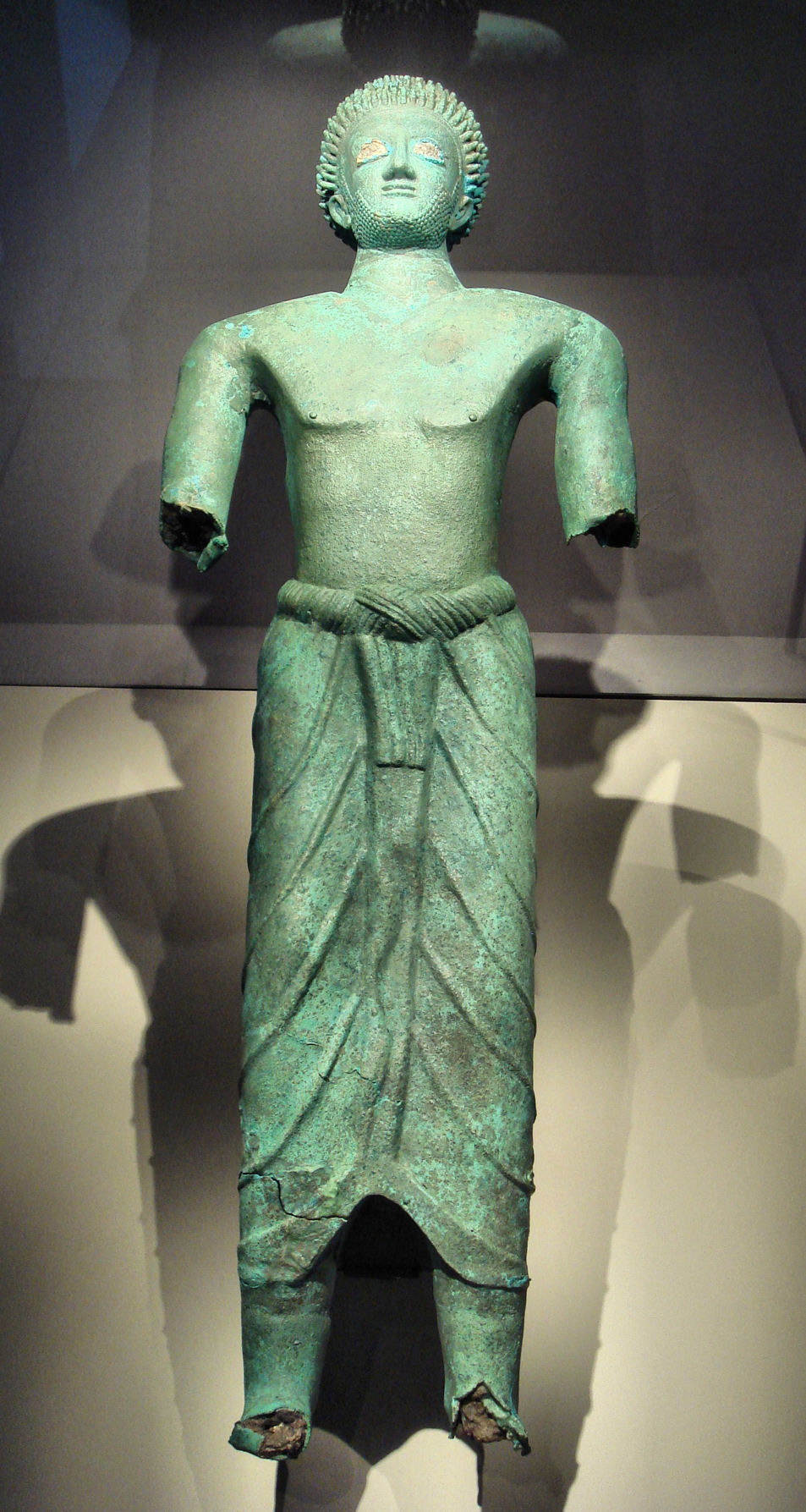
Statue en bronze, trouvée à Nashq

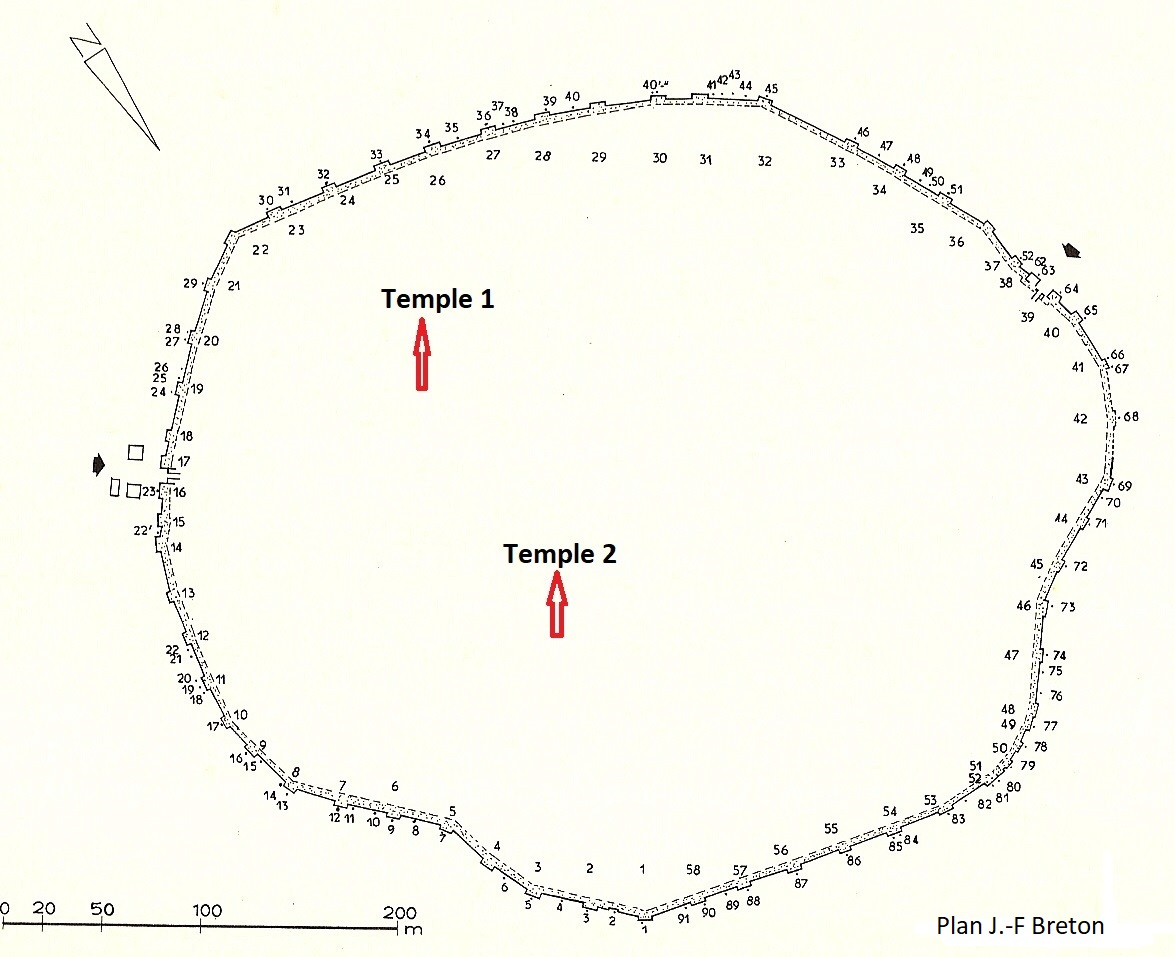
Nasqh Plan de la ville

Nashq est une ancienne cité-état de l'Arabie du Sud, aujourd'hui sur le territoire du Yémen, au nord ouest de l'oasis du Wadi Al Jawf. Son territoire correspond à celui de l'actuelle municipalité d'Al Bayda.
La cité est mentionnée dans le premier rapport du mukarrib Karib'il Watar, vers 680 av. J.-C. Elle a été prise et détruite, après un siège de trois ans, avec sa voisine Nashan, par les forces sabéennes.
Par la suite, des Sabéens se sont installés sur le site de Nashq, apparemment pour assurer le contrôle de l'ouest du Jawf.
Après le VIe siècle av. J.-C., Ma'in obtient son indépendance de Saba, et la ville devient une banale cité minéenne. Après la fin de Ma'in et la réinsertion dans le royaume de Saba, au Ier siècle av. J.-C., Nashq reprend son ancien statut. L'abandon du sud n'est pas encore clairement expliqué.

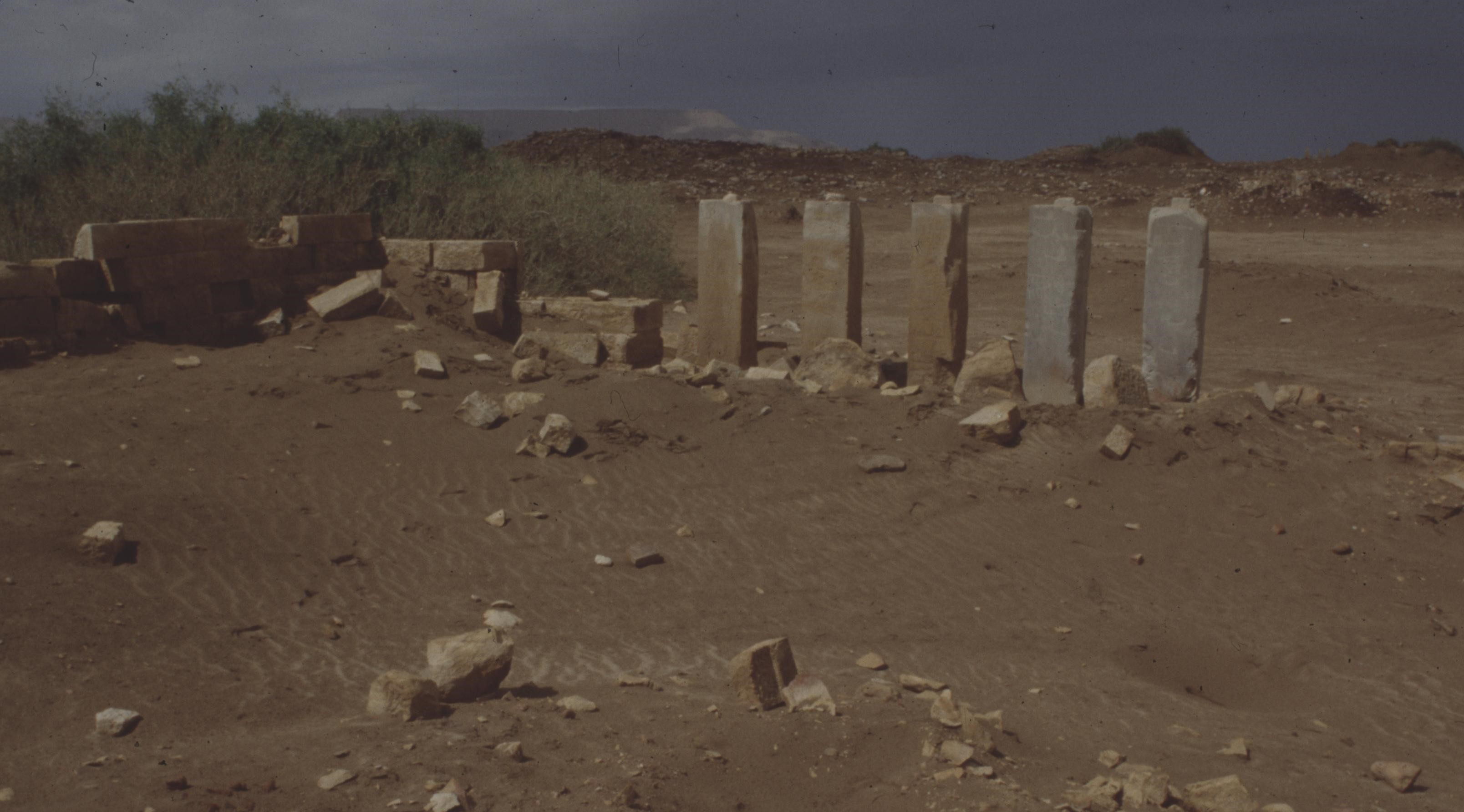
Temple 1.Portique d'entrée avec piliers

## Le rempart
La muraille, formant un ovale irrégulier de 1556 m de pourtour, est l’une des fortifications avec Barâqish les mieux conservées de toute l’Arabie du Sud (le Yémen de nos jours). La majeure partie des saillants et de nombreuses courtines conservant encore leurs dédicaces de construction, 91 au total, permettent de dater les étapes successives de sa mise en œuvre.
Les premiers travaux ont été réalisés vers le VIIIe siècle avant notre ère par un roi de Nashshan (ou Nashan) – une ville distante de 4 km à l’ouest- Lab’an Ya’ad, fils de Yada’ab. Une génération plus tard, le texte RES 3945 rapporte que le souverain de Saba (capitale Marib) Karib’il Watar s’empare de la ville de Nashq et la fait munir d’ouvrages défensifs.
Enfin, au VIe siècle avant notre ère, un roi de Kamna fait édifier la muraille, comme tribut au souverain sabéen Yada’’il Bayyin, fils de Yatha’’amar, fait graver son nom sur de très nombreuses courtines et saillants ; ce serait probablement lui le principal maître d’œuvre du rempart.
La fortification, étudiée par Jean-François Breton et Jean-Claude Bessac en 1980 et 1983, témoigne d’un soin extraordinaire : tous les blocs sont très soigneusement appareillés, pourvus d’un fin décor ornemental, avec des ciselures périmétriques et une partie centrale pointée. Les modules de construction sont relativement homogènes. Les saillants, larges de 7,70 m en moyenne (mais 9,75 m pour les plus grands et 4,50 m pour les plus étroits), encadrent des courtines longues de 19,10 m en moyenne.
L’enceinte urbaine est percé de deux portes, l’une à l’ouest, particulièrement bien conservée jusqu’aux blocs de couronnement, l’autre à l’est précédée de trois tours en quinconce, dispositif original qui se retrouve seulement dans un état ancien de la porte sud-ouest de Barâqish.

## Les temples
Les principales divinités attestés sont sabéennes, Almaqah, ‘Athtar, Dhât-Himyâm, et locales Dhât-Nashqîm et Aranyada, mais aucun des bâtiments identifiés en surface ne semble attribué à une divinité précise.
Le plus grand sanctuaire (conservé sur 38 m sur 32 m) montre en surface au moins cinq rangées de piliers monolithes, de 0,43 m sur 0,48 m de section, décorés pour certains de motifs incisés de personnages. Temple archaïque, il pourrait être, selon une dédicace sur une plaque de bronze aux dimensions similaires des piliers, dédié à Almaqah
Le second, de 12 m sur 16,70 m, le plus visible en surface, est précédé à l’ouest d’un portique à 5 piliers. Son mur d’enceinte est édifié de blocs trapézoïdaux en forme de T du côté de la petite base ; la queue d’aronde correspondant à la partie trapézoïdale s’élargissant vers le côté intérieur. « Cet ensemble à redans offre des avantages de résistance tout à fait exceptionnels » ; c’est un dispositif unique à Saba.
Il est enfin à regretter que ces deux sanctuaires font, depuis quelques années, l’objet d’un pillage systématique.